# 1466
سنة 1466 كانت سنة بسيطة تبدأ يوم الثلاثاء (الرابط يظهر نموذج التقويم الكامل للسنة) من التقويم اليولياني.

## مواليد
- إيراسموس

## وفيات
- دوناتيلو